# Lockheed Corporation
La Lockheed Corporation era una delle più importanti industrie aerospaziali statunitensi e mondiali. Fu fondata originariamente nel 1912 e nel 1995 ci fu la fusione con la Martin Marietta, da cui nacque la nuova società Lockheed Martin.

## Storia

### Origini
La Alco Hydro-Aeroplane Company fu fondata nel 1912 dai fratelli Allan e Malcolm Loughead: il loro primo prodotto fu un idrovolante, ma visto che non ebbe successo di vendita, per ottenere un po' di guadagno lo impiegarono per trasportare a pagamento qualche passeggero. Questa compagnia fu poi rinominata, supportata da Burton Rodman e altri investitori, Loughead Aircraft Manufacturing Company e spostata a Santa Barbara, California. Il primo aereo della nuova azienda fu un idrovolante da 10 posti, l'F-1: volò la prima volta il 29 marzo del 1918 e il 12 aprile registrò un ottimo record volando da Santa Barbara a San Diego (340 km) in soli 181 minuti. Grazie a questo record, la Marina Statunitense lo adottò. Alla progettazione dell'F-1 contribuì anche John K. "Jack" Northrop (che più tardi fonderà l'omonima azienda) progettando lo scafo e le ali.
Con la fine della guerra, gli importanti ordini governativi cessarono: la costruzione di alcuni aerei sportivi e i lavori presi in sub-appalto non furono sufficienti, e la società venne liquidata nel 1921. Nel 1926, a seguito del fallimento della Loughead, Allan Loughead formò la Lockheed Aircraft Company (il cognome fu cambiato per evitare problemi di pronuncia) a Hollywood, California. La compagnia durò meno di tre anni, ma riuscì comunque a sviluppare e costruire il Lockheed Vega, la prima realizzazione di successo costruita in un cospicuo numero (128 esemplari): era un monoplano ad ala alta costruito in legno ed in grado di trasportare un pilota e 4 passeggeri. È noto soprattutto per aver impostato molti record (tra cui il primo volo transatlantico in solitaria compiuto da una donna) ed esser stato impiegato da aviatori come Amelia Earhart, Wiley Post e Hurbert Wilkins. Fu progettato da Northrop (che ritornò dopo esser andato via quando l'azienda fu liquidata nel '21) e volò la prima volta il 4 luglio 1927.

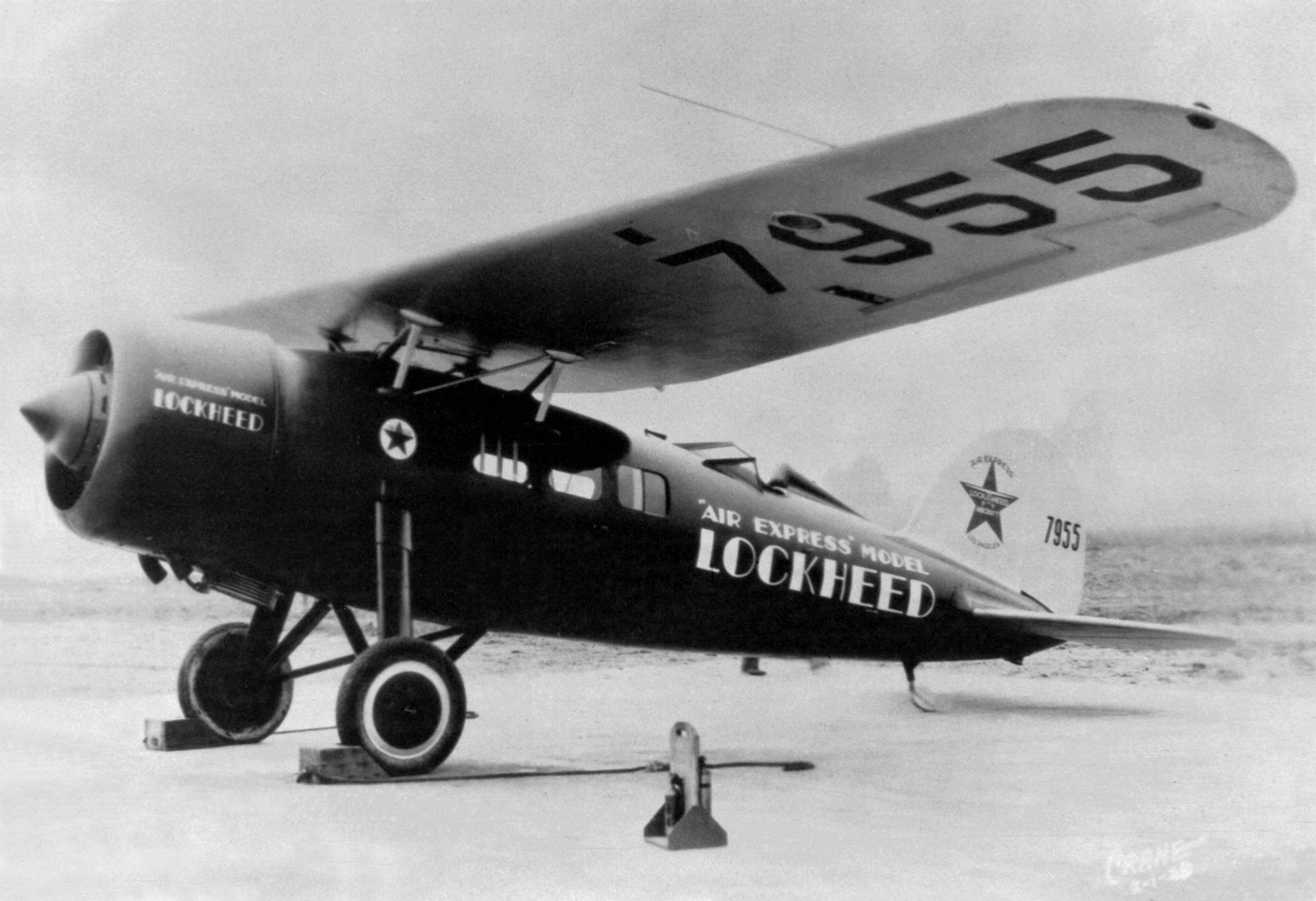
Lockheed Air Express

Verso la fine del 1927, Northrop progettò anche un aereo postale simile al Vega, l'Air Express, su commissione della Western Air Express, e adatto per essere impiegato negli spostamenti tra Salt Lake City e Los Angeles. Dell'Express fu realizzata anche una variante, l'Explorer, pensata per il primo volo non-stop transpacifico verso il Giappone: entrambi gli esemplari costruiti però si schiantarono.
Nel 1928, Northrop lasciò definitivamente la Lockheed per fondare la sua propria azienda, la Northrop Corporation; il suo posto di capo-ingegnere fu preso da Gerard "Jerry" F. Vultee.
Nel 1929 l'investitore della Lockheed Freed Keeler, che deteneva il 51% dell'azienda, decise di vendere l'87% delle azioni alla Detroit Aircraft, che continuò a costruire i Vega. Venne realizzato anche il Lockheed 8 Sirius, impiegato da Charles Lindbergh per alcuni voli di valutazione condotti in tutto il mondo per conto della Pan Am nei primi anni trenta. La versione successiva del Sirius, l'Altair, tra il 20 ottobre e il 4 novembre 1934 compì il primo volo sul Pacifico dagli Stati Uniti all'Australia. Un altro aereo di successo di quel periodo fu l'Orion, un monoplano in legno con carrello retrattile in grado di trasportare 6 passeggeri più il pilota. Entrò in servizio nel 1931 e venne impiegato anche durante la guerra civile spagnola nelle file repubblicane, oltre che in diverse compagnie aeree statunitensi.
La Grande depressione rovinò il mercato dell'aviazione e la Detroit Aircraft andò in bancarotta nel 1931. Un gruppo di investitori, capeggiato dai fratelli Robert e Courtland Gross, portò la compagnia fuori dalla curatela fallimentare nel 1932 e la acquistò per miseri 40.000$. Ironicamente, lo stesso Allan Loughead aveva pianificato di offrire del denaro per la propria compagnia, ma raccolse "solo" fino a 50.000$, che credeva fosse una somma troppo piccola per un'offerta così seria. Dopo aver lasciato la compagnia nel '29, vi ritornò come consulente. In quel periodo la Lockheed riuscì ad assumere anche Clarence "Kelly" Johnson, un giovane ingegnere che diverrà uno dei più importanti progettisti statunitensi (il "padre" dell'F-104).
Nel 1934, Robert Gross fu nominato presidente della nuova compagnia, la Lockheed Corporation, che aveva il quartier generale presso l'aeroporto Bob Hope, a Burbank.
La compagnia rimase lì per molti anni prima di spostarsi a Calabasas.
Gross intuì che per competere con aziende del calibro della Boeing e della Douglas, l'azienda avrebbe dovuto puntare su aerei con più di un motore che avrebbero dovuto essere più leggeri, veloci ed economici rispetto ai modelli della concorrenza. Negli anni trenta, la Lockheed spese 139.400$ per sviluppare l'L-10 Electra, un piccolo trasporto bimotore con carrello d'atterraggio retrattile, doppi piani di coda e di costruzione interamente metallica. Volò per la prima volta il 23 febbraio del 1934 e poteva trasportare 10 passeggeri. La compagnia ne vendette 40 nel primo anno di produzione: l'aereo fu un vero successo e veniva utilizzato sia negli Stati Uniti che fuori. Amelia Earhart e il suo navigatore Fred Noonan volarono su questo aereo con l'intento fallimentare di compiere il giro del mondo nel 1937; nel 1936 Jimmy Doolittle impiegò 5 ore e 55 minuti per volare da Chicago e New Orleans, due ore più veloce del precedente record.
L'Electra fu seguito dal Model 12 Electra Junior, una versione più piccola da sei posti, e dal Model 14 Super Electra, una versione più grande. Il Super Electra però fallì il confronto con i DC-2 e DC-3: per la maggior parte vennero venduti all'estero, tra cui il Giappone che ne costruì un centinaio su licenza per destinarli all'esercito.
Il Super Electra creò anche le basi per il bombardiere Hudson, che fu fornito sia alla Royal Air Force britannica, sia all'esercito degli Stati Uniti prima e durante la seconda guerra mondiale. Il suo ruolo primario era quello di dare la caccia ai sottomarini.
Anche il Lodestar, un aereo da 15-18 posti più lungo del Super Electra che volò nel 1939, non ottenne un grande successo commerciale per via della grandissima fama e qualità del DC-3: con lo scoppio della guerra però arrivò un importante ordine dall'esercito statunitense per la costruzione di 600 esemplari.
Nel 1939 la Lockheed ricevette un ordine dalla Trans World Airlines per un aereo di linea dal quale nacque un progetto rivoluzionario, l'L-049 Constellation. Il Constellation, soprannominato "Connie", aveva una cabina completamente pressurizzata (ideale per viaggi lunghi) e dotata di molte caratteristiche moderne, tre timoni di coda e carrello triciclo retrattile; era capace di trasportare 43 passeggeri tra New York e Londra ad una velocità di 480 km/h in 13 ore. Volò per la prima volta nel 1943 e il primo lotto di produzione fu destinato all'USAAF, che lo denominò C-69: fu il più grande e veloce aereo da trasporto impiegato in guerra.

### Durante la seconda guerra mondiale
La seconda guerra mondiale fu un'incredibile opportunità di crescita per la Lockheed: grazie agli enormi ordinativi militari, la produzione passò dalle poche centinaia di esemplari prodotti da quando fu fondata l'azienda, ai 19.000 prodotti durante il periodo bellico, ponendo la Lockheed al quinto posto tra i più grandi costruttori aeronautici statunitensi. All'inizio del 1937 gli impiegati erano 2.000, divennero 7.000 nel marzo del 1940, 17.000 nel 1941 e più di 90.000 nel 1943, tra cui moltissime donne. Nel 1945 venivano prodotti 23 aerei al giorno e il valore dei contratti governativi ammontava a circa 2 miliardi di dollari.
Poco prima dell'inizio della guerra, la Lockheed, sotto la guida di "Kelly" Johnson, realizzò il P-38 Lightning per rispondere alla richiesta di un caccia-intercettore: era un aereo metallico bimotore con doppi timoni e carrello triciclo. Volò per la prima volta il 26 gennaio 1939 e fu il primo aereo a superare i 644 km/h e il primo a conoscere i problemi derivanti dall'avvicinarsi alla velocità del suono. Entrato in servizio nel 1941, Il P-38 fu l'unico caccia statunitense progettato per essere impiegato per tutta la durata della guerra e fu costruito in circa 10.000 esemplari. Venne impiegato in diversi ruoli, dai combattimenti aria-aria all'attacco al suolo alla ricognizione, in tutti i teatri operativi; fu l'aereo che abbatté il maggior numero di velivoli giapponesi e partecipò anche all'abbattimento dell'Ammiraglio Isoroku Yamamoto, ideatore dell'attacco a Pearl Harbor. La Lockheed sviluppò poi una versione più grande del P-38, ma ottenne poco successo.
Il 30 novembre del 1943 la Lockheed assorbì la Vega Aircraft Corporation, un'azienda aeronautica che ebbe grossi problemi durante la Grande Depressione, a cui affidò la costruzione su licenza di 2.500 Boeing B-17 e la sua variante da ricognizione PB-1.
Durante la guerra la Lockheed divenne una vera e propria multinazionale, con sedi in Inghilterra, Irlanda del Nord, Scozia e Australia. La Gran Bretagna fu un importante cliente: nel 1938 emise un ordine per gli Hudson, i Ventura e un'opzione per i P-38 del valore di 65 milioni di dollari. Gli Hudson vennero ordinati per svolgere compiti di pattugliamento marittimo, visto che i britannici non riuscirono a sviluppare autonomamente un aereo adatto a questo ruolo.
Gli Hudson furono i primi aerei di costruzione statunitensi ad essere impiegati dalla Royal Air Force: ne vennero costruiti 2.941 e furono usati intensamente; la prima vittoria della guerra della RAF fu ottenuta proprio da un Hudson, che abbatté un idrovolante tedesco. Durante la guerra gli Hudson ottennero altri primati militari.
La Lockheed e la sua sussidiaria, la Vega Aircraft Corporation, produssero 19.278 aerei durante la guerra, che rappresentano il 6% di tutti quelli prodotti durante la guerra; tra questi vi erano 2.600 Ventura, 2.750 B-17 Flying Fortress (costruiti su licenza per la Boeing), 2.900 Hudson e 9.000 P-38 Lightning.

### Dopo la guerra
Dopo la guerra, l'aviazione commerciale ripartì anche dal Constellation: con la fine delle ostilità, ci fu un enorme surplus di aerei da trasporto, che per la maggior parte vennero riconvertiti all'uso civile; alle compagnie aeree vennero consegnati gli esemplari da loro ordinati: questo diede alla Lockheed un vantaggio di circa un anno rispetto alle altre industrie aeronautiche. La versione allungata del Constellation, soprannominata "Super Connie", era in grado di trasportare più di 100 passeggeri su rotte di oltre 6.400 km in regolari voli di linea sull'Atlantico.
La Lockheed produsse anche un grande aereo da trasporto, l'R6V Constitution, che avrebbe dovuto essere l'erede del Constellation: il progetto però dimostrò di non avere motori adeguati e furono costruiti solo due prototipi.
Dalla metà degli anni cinquanta, la Lockheed sviluppò l'aereo di linea L-188 Electra, dotato di quattro motori turboelica e che avrebbe dovuto essere l'erede del Constellation. L'8 giugno 1950 la American Airlines e la Eastern Airlines ne ordinarono 12 esemplari, e 26 mesi dopo volò il prototipo, 8 settimane in anticipo sul programma. Gli aerei entrarono in servizio nel 1958 ma 3 incidenti gravi nel giro di pochi mesi costrinsero la Lockheed a modificare il progetto: due degli incidenti furono causati da debolezze strutturali nel montaggio dei motori, amplificate poi dalle vibrazioni delle ali. Il problema fu risolto ma ormai la reputazione dell'Electra era compromessa: ne vennero prodotti solo 174 esemplari, e venne stimato che la Lockheed perse 57 milioni di dollari, più altri 55 in cause legali. Dall'Electra venne però sviluppata una versione per il pattugliamento marittimo di grande successo, il P-3 Orion, che entrò in servizio nel 1962 e vola ancora oggi.
Nel 1943 la Lockheed iniziò segretamente lo sviluppo di un nuovo caccia nel suo complesso di Burbank, basato sul progetto di un aereo dotato dei nuovissimi motori a getto per il quale il concorrente, la Bell Aircraft, non aveva strutture adeguate. Il caccia P-80 Shooting Star (basato sul prototipo XP-80) fu sviluppato in 143 giorni e fu uno dei primi jet statunitensi a volare (era il 1944); avrebbe dovuto essere prodotto in 5.000 esemplari, ma non fu pronto al combattimento fino al 1945, ormai a guerra finita.
Venne impiegato anche durante la guerra di Corea e fu il primo jet che ottenne una vittoria aria-aria contro un altro jet, abbattendo un MiG-15, anche se in quel periodo l'F-80 (così era stato rinominato in base alle nuove designazioni) era considerato già obsoleto. Dall'F-80 venne derivata anche una versione allungata da addestramento, chiamata T-33, che ebbe un grandissimo successo in tutto il mondo: più di 6.000 esemplari costruiti ed impiegati da 33 aviazioni militari.

### Durante la guerra fredda
Dopo la fine della guerra, e soprattutto durante la guerra fredda, i progetti della Lockheed erano per la maggior parte di carattere militare.

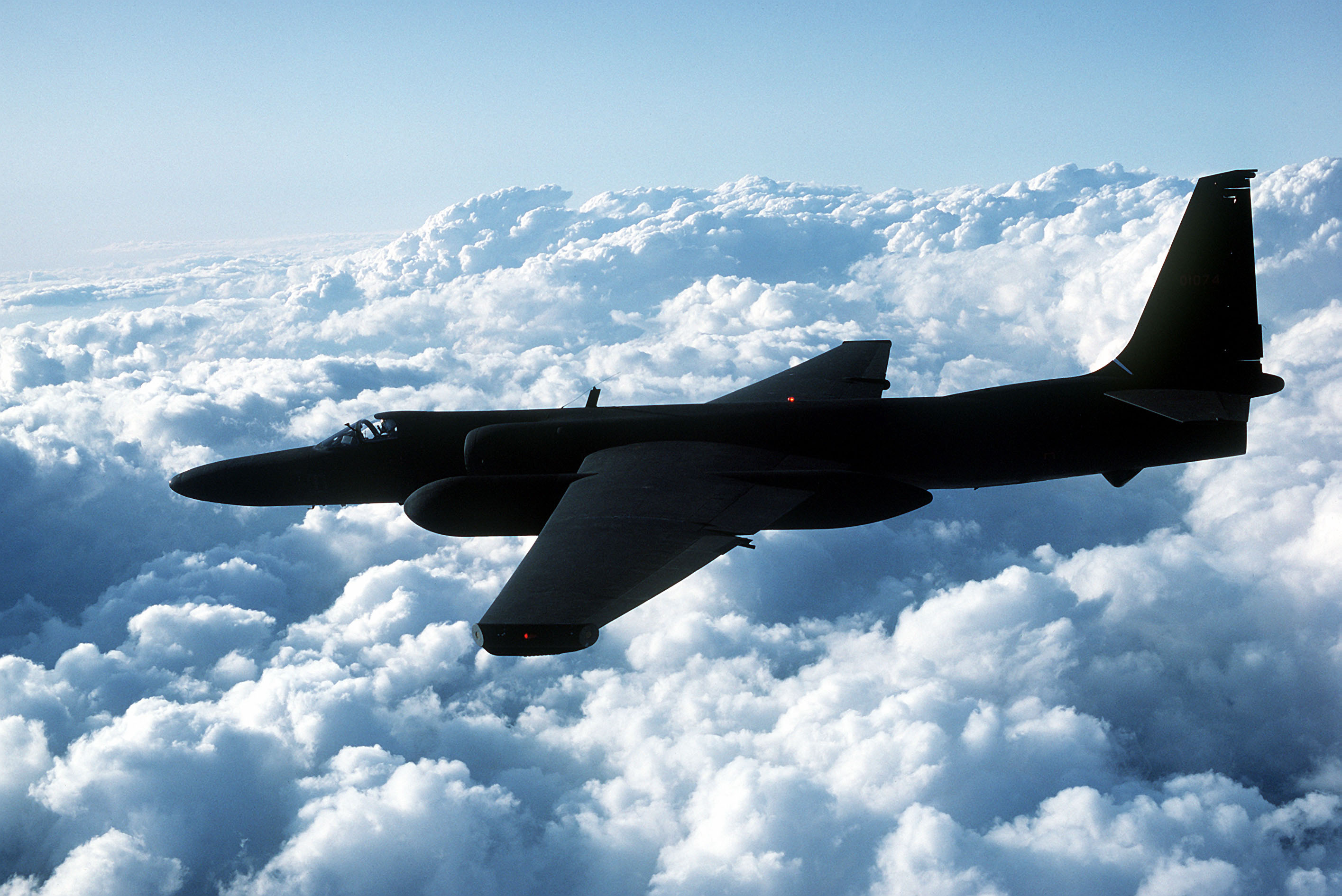
Il Lockheed U-2, che volò per la prima volta nel 1955, fornì moltissime informazioni sui paesi dell'Unione sovietica

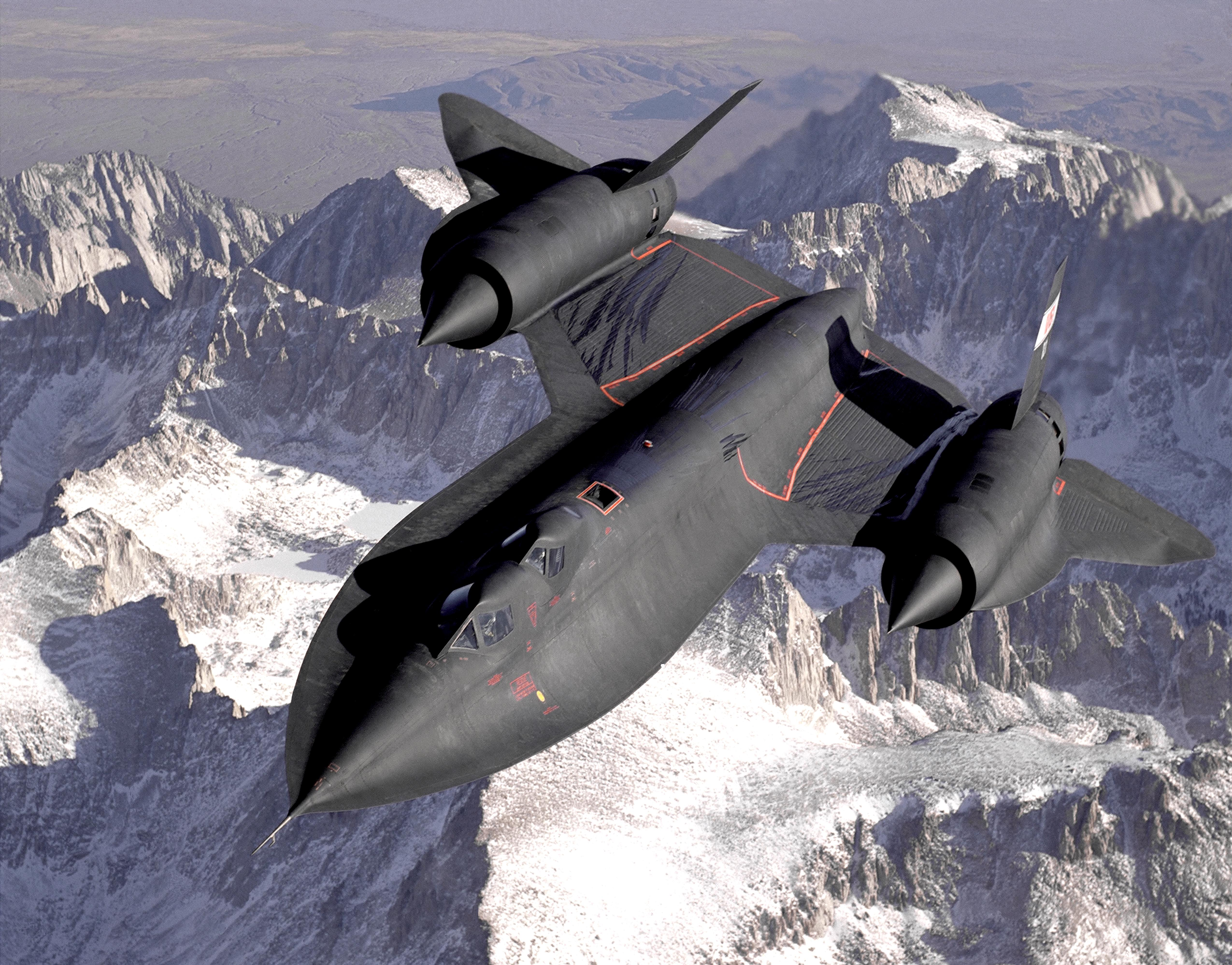
Il Lockheed SR-71 fu notevolmente avanzato per il suo periodo e rimane insuperato in molte aree di utilizzo

A partire dall'F-80, i progetti segreti della Lockheed furono sviluppati in un complesso chiamato "Skunk Works": il metodo di lavoro, su idea di Kelly Johnson, era quello di concentrare gli ingegneri più brillanti in posto isolato dove potessero concentrarsi su un singolo progetto. Questo complesso divenne famoso e vide la realizzazione di molti progetti di successo della Lockheed, tra cui gli aerei spia U-2 (nei tardi anni cinquanta) e SR-71 (1962). Alcuni progetti furono di straordinario successo e spesso vennero sviluppati avendo poche risorse a disposizione; ancora oggi il termine "skunk works" indica un posto dove poche grandi menti sviluppano lavori eccezionali.
L'U-2 è uno dei più famosi aerei da ricognizione, largamente impiegato in tutte le fasi della guerra fredda, specialmente quando non erano ancora disponibili i satelliti, per fornire foto scattate sull'Unione Sovietica alla CIA.
La necessità di un aereo più veloce divenne evidente quando un U-2 fu abbattuto sull'Unione Sovietica il 1º maggio 1960: venne quindi sviluppato l'SR-71, un aereo in grado di raggiungere Mach 3 che volò per la prima volta il 22 dicembre 1964.
Entrò in servizio nel 1966 e venne ritirato nel 1990, per poi essere impiegato ancora per un breve periodo nel 1995. È stato l'unico aereo operativo a detenere il record di velocità per tutta la sua carriera.
Nel 1951 la Lockheed riaprì una fabbrica governativa in Georgia per la costruzione del bombardiere B-47 Stratojet e dei successivi C-130 Hercules e JetStar.
Un altro progetto famoso della Lockheed è l'F-104 Starfighter (nei tardi anni Cinquanta), il primo caccia da Mach 2: nonostante i numerosi incidenti iniziali, che gli valsero il soprannome di "Widowmaker" ("Fabbricante di vedove"), e le scarse vendite iniziali, ne vennero costruiti in tutto 2.583 esemplari in 7 paesi, tra cui l'Italia.
L'Aeronautica Militare Italiana lo ha impiegato in servizio operativo dal 1962 al 2004.

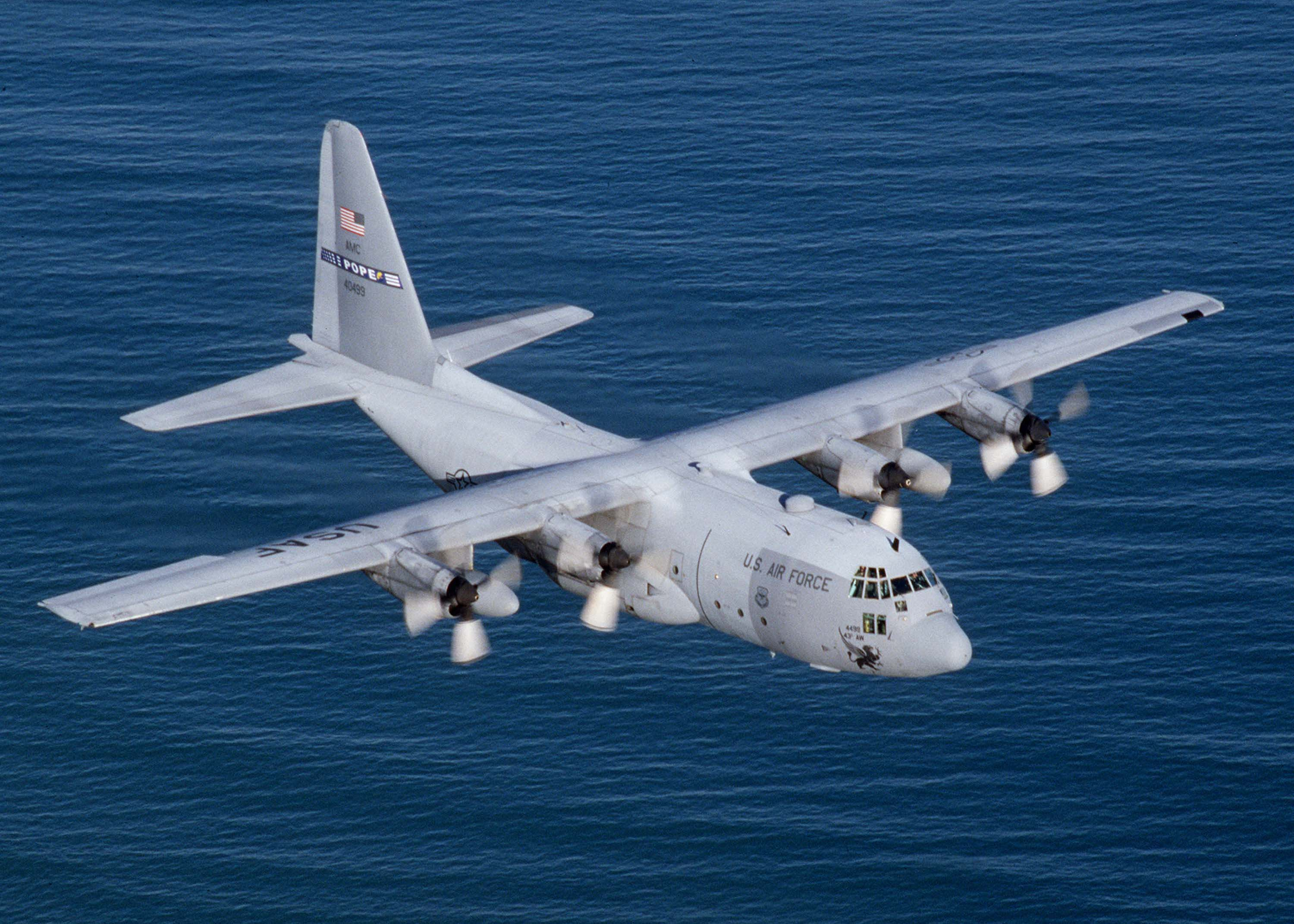
Il Lockheed C-130 Hercules è uno dei più importanti aerei da trasporto tattico per le forze militari in tutto il mondo

La Lockheed realizzò con successo molti aerei da trasporto durante la guerra fredda, aerei che volano ancora oggi.
Il primo di questi fu il quadri-turboelica C-130 Hercules, che volò nel 1954: è stato costruito in oltre 2.100 esemplari fino al 2005 ed impiegato da moltissimi paesi, tra cui l'Italia.
Divenne famoso nel 1968 durante la guerra del Vietnam perché riuscì a rifornire i Marines durante l'assedio di Khe Sanh.
È ancora in servizio presso molte forze aeree nelle ultime versioni sviluppate.
Nei primi anni sessanta invece venne sviluppato il C-141 Starlifter, un altro aereo da trasporto, ma molto più grande e dotato di 4 motori a jet, il primo militare ad usare questo tipo di propulsione. L'USAF ne comprò 270 esemplari che entrarono in servizio nel 1964; alla fine degli anni Settanta vennero modificati per poter essere riforniti in volo, in modo da prolungarne ulteriormente l'autonomia, mentre negli anni ottanta vennero allungati per aumentarne la capacità di carico.
Nel 1965 la Lockheed ricevette un contratto per la costruzione di 115 aerei da trasporto C-5 Galaxy: l'aereo volò il 30 giugno 1968 e all'epoca era il più grande del mondo.
L'azienda però sottostimò i costi e quello che doveva essere un programma da 2 miliardi di dollari divenne uno da 5 miliardi, costringendo il Congresso a ridurre a 81 gli aerei ordinati.
Per rimanere nel settore civile, spinta anche dalla volontà del presidente e amministratore delegato Dan Haughton, nel 1969 iniziò lo sviluppo dell'aereo di linea L-1011 TriStar. Furono adottati i nuovi motori Rolls Royce RB.211, ma questo comportò molti problemi: la società britannica infatti fu sull'orlo della bancarotta, e questo bloccò il programma del TriStar, anche perché non furono previsti altri tipi di motorizzazione.
Questo ritardo andò a vantaggio del diretto rivale del TriStar, il McDonnell Douglas DC-10, che riuscì a consolidare meglio la sua posizione sul mercato. Grazie a un finanziamento statale di 250 milioni di dollari alla Lockheed (che a sua volta poté salvare la Rolls Royce comprandone i motori), il programma poté ripartire: il TriStar fu prodotto dal 1971 al 1983, ma non vennero venduti abbastanza esemplari per ripagarsi le spese, determinando una perdita per la Lockheed di 2,5 miliardi di dollari. Dopo il TriStar, non vennero più prodotti modelli civili.
Nel 1976, nel pieno dei problemi con il TriStar, scoppiò lo scandalo Lockheed: l'azienda stessa ammise di aver speso 22 milioni di dollari in tangenti verso importanti personalità straniere per spingerle all'acquisto dei propri prodotti. Fra i paesi coinvolti vi furono i Paesi Bassi, l'Italia, il Giappone e la Germania Ovest: in ognuno di essi furono travolte dallo scandalo importanti cariche pubbliche con conseguenze immaginabili. Ipotesi di corruzione vennero sollevate anche nei confronti della scelta dell'F-104 come caccia standard dei paesi NATO negli anni cinquanta.
In alcuni casi, sembra che fossero proprio gli incaricati dell'acquisto a minacciare la Lockheed di annullare gli ordini se non avessero pagato tangenti, ma comunque siano andate le cose l'azienda ne fu duramente colpita e molti membri importanti dovettero dimettersi.
In seguito allo scandalo, il Senato statunitense emanò il Foreign Corrupt Practices Act (FCPA), che venne approvato dal presidente Carter.

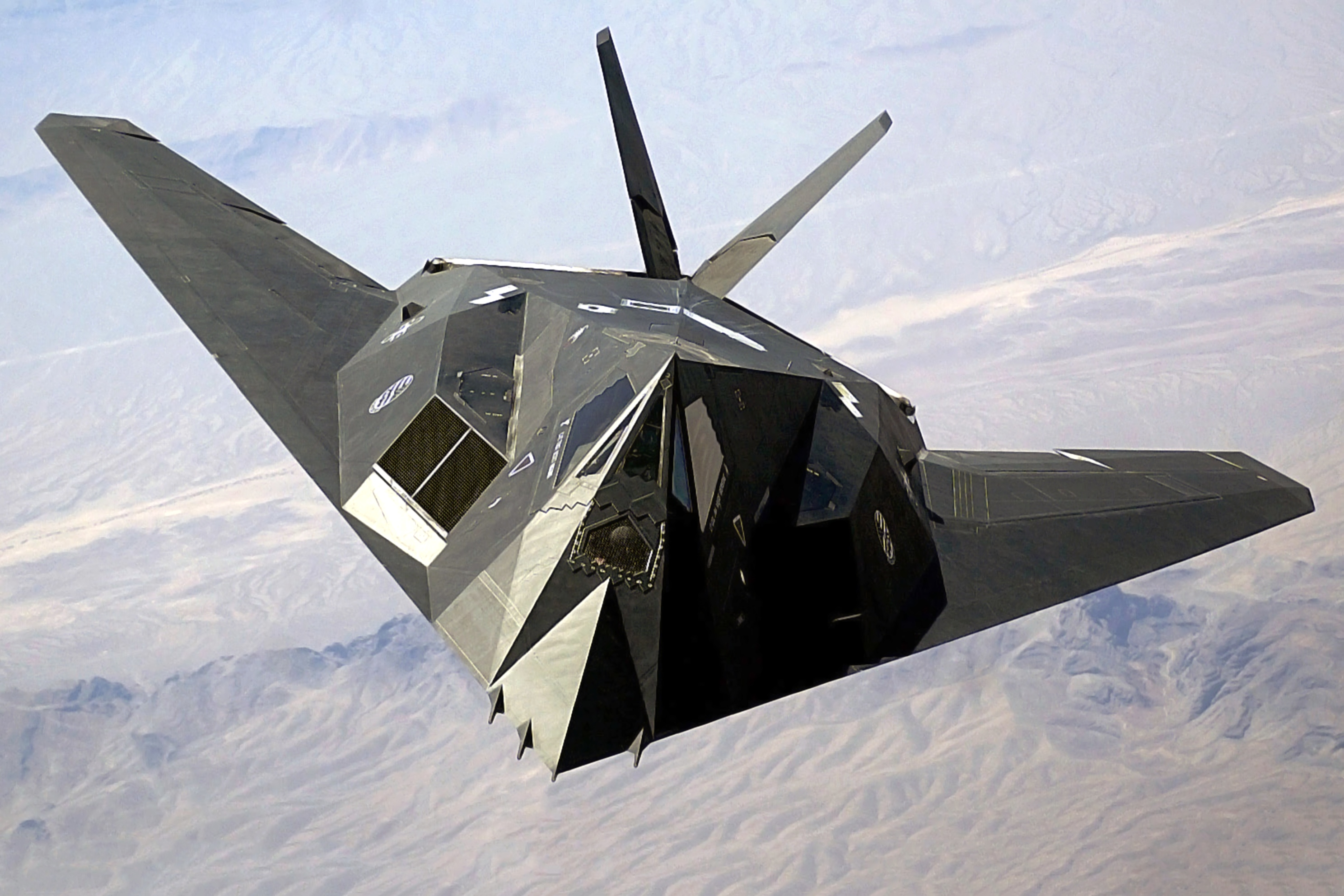
L'F-117 Nighthawk, uno tra i più famosi velivoli stealth

Nel 1976 la Lockheed ottenne un contratto per lo sviluppo di un velivolo stealth, dopo che aveva già sviluppato alcuni prototipi; anche l'A-12 e l'SR-71 avevano minime capacità stealth, ma in questo caso tutto il progetto sarebbe stato votato all'invisibilità.
Il lavoro fu affidato a Ben Rich e al suo team, e nel 1977 cominciarono a volare alcuni prototipi in scala, mentre il primo vero prototipo volò nel giugno del 1981, pilotato da Hal Farley.
Il nominativo radio di questo prototipo, "117", portò poi al nome ufficiale dell'aereo, F-117 Nighthawk, nonostante nella designazione degli aerei da combattimento la F fosse riservata ai caccia.
Il soprannome "Nighthawk" ("Falco notturno") deriva invece dal fatto che per i primi cinque anni questo nuovo bombardiere volò soltanto di notte, vista l'alta segretezza del progetto.
Fu ufficialmente presentato in pubblico nel 1988 e nello stesso anno ne vennero consegnati 52 esemplari all'USAF.
Dal 1º settembre 1977 la Lockheed Aircraft Corporation cambiò il nome in Lockheed Corporation.
Nella metà degli anni ottanta la Lockheed vinse, insieme alla Boeing e alla General Dynamics, un appalto per la costruzione dell'Advance Tactical Fighter (ATF), programma che ha portato (dal 1991) allo sviluppo e costruzione del Lockheed-Boeing F-22 Raptor.
Nel 1992 venne acquistata la divisione di Fort Worth della General Dynamics, assorbendo sia la sua percentuale nel programma F-22 che il suo progetto di maggiore successo, l'F-16 Fighting Falcon.

### Progetti missilistici e aerospaziali

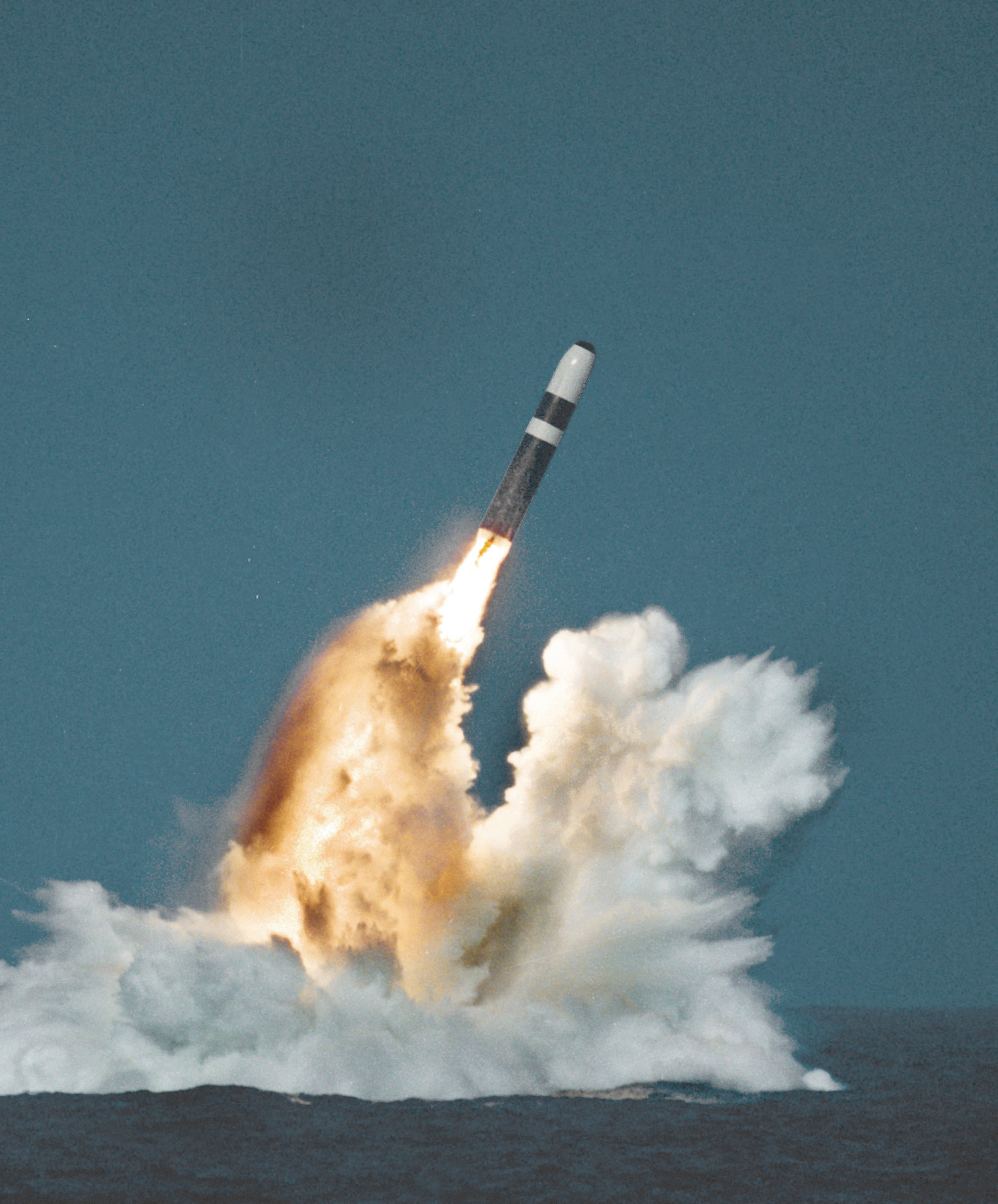
Il missile Trident 1, introdotto nel 1979; fu seguito dal Trident II nel 1990

A partire dal 1º gennaio 1954 venne avviata una divisione dedicata ai missili (Missile Systems Division) che venne poi rinominata Lockheed Missile and Space Company (LMSC). La prima realizzazione fu il velivolo senza pilota da alta quota X-7, realizzato per testare i motori ramjet.
Dal 1956 iniziò la progettazione di satelliti da spionaggio per l'intelligence statunitense, e nel 1960, dopo numerosi fallimenti, venne lanciato con successo il primo satellite-spia, chiamato CORONA. Oltre a costruire satelliti sempre più perfezionati, la Lockheed si occupò anche dello stadio superiore del razzo Agena.
Sempre nello stesso anno venne stipulato un contratto per lo sviluppo del missile balistico intercontinentale sottomarino Polaris (realizzato poi nel 1959), seguito poi dai missili nucleari Poseidon e Trident.
La nuova divisione partecipò a molti programmi spaziali della NASA, tra cui la realizzazione delle mattonelle dello scudo termico dello Space Shuttle, la gestione a terra della flotta di Shuttle al John F. Kennedy Space Center e l'attivazione della base aerea di Vandenberg.
La Lockheed ha anche partecipato alla costruzione di una parte del telescopio spaziale Hubble e fornisce assistenza alla NASA per la sua gestione.

### La fusione con la Martin Marietta
La Martin Marietta, nata sua volta dalla fusione tra la Martin e la American Marietta, era l'azienda leader nel settore dell'elettronica dedicata alle industrie aerospaziali e della difesa.
Il 29 agosto 1994 venne dato l'annuncio della fusione tra le due aziende, che divenne effettiva dal 15 marzo 1995, dando vita alla Lockheed Martin. La sede principale della nuova azienda venne stabilita a Bethesda (Maryland), la stessa città del quarter generale della Martin Marietta; il primo amministratore delegato fu l'amministratore delegato della Lockheed, Daniel M. Tellep, seguito poi dall'AD della Martin Marietta, Norman R. Augustine.
La nuova società si occupa dall'elettronica dei sistemi di bordo, alla progettazione e realizzazione di aerei, missili e veicoli spaziali ed altro ancora, con introiti stimati in circa 23,5 miliardi di dollari.

### Cronologia
- 1912: Viene fondata la Alco Hydro-Aeroplane Company.
- 1916: L'azienda viene rinominata Loughead Aircraft Manufacturing Company.
- 1926: Viene costituita la Lockheed Aircraft Company.
- 1929: La Lockheed diventa una divisione della Detroit Aircraft.
- 1932: Robert e Courtland Gross prendono il controllo della compagnia dopo la bancarotta della Detroit Aircraft..
- 1943: a Burbank, California, viene stabilito il gruppo di lavoro che realizzò molti prodotti di successo della Lockheed.
- 1954: Primo volo del C-130 Hercules.
- 1954: Primo volo dell'U-2
- 1976: Scoppia lo Scandalo Lockheed
- 1991: La Lockheed, la General Dynamics e la Boeing iniziano lo sviluppo dell'F-22.
- 1992: Acquisizione della divisione aeronautica di Fort Worth della General Dynamics, costruttrice della F-16 Fighting Falcon.
- 1995: La Lockheed Corporation si unisce alla Martin Marietta costituendo la nuova azienda Lockheed Martin.

## Prodotti

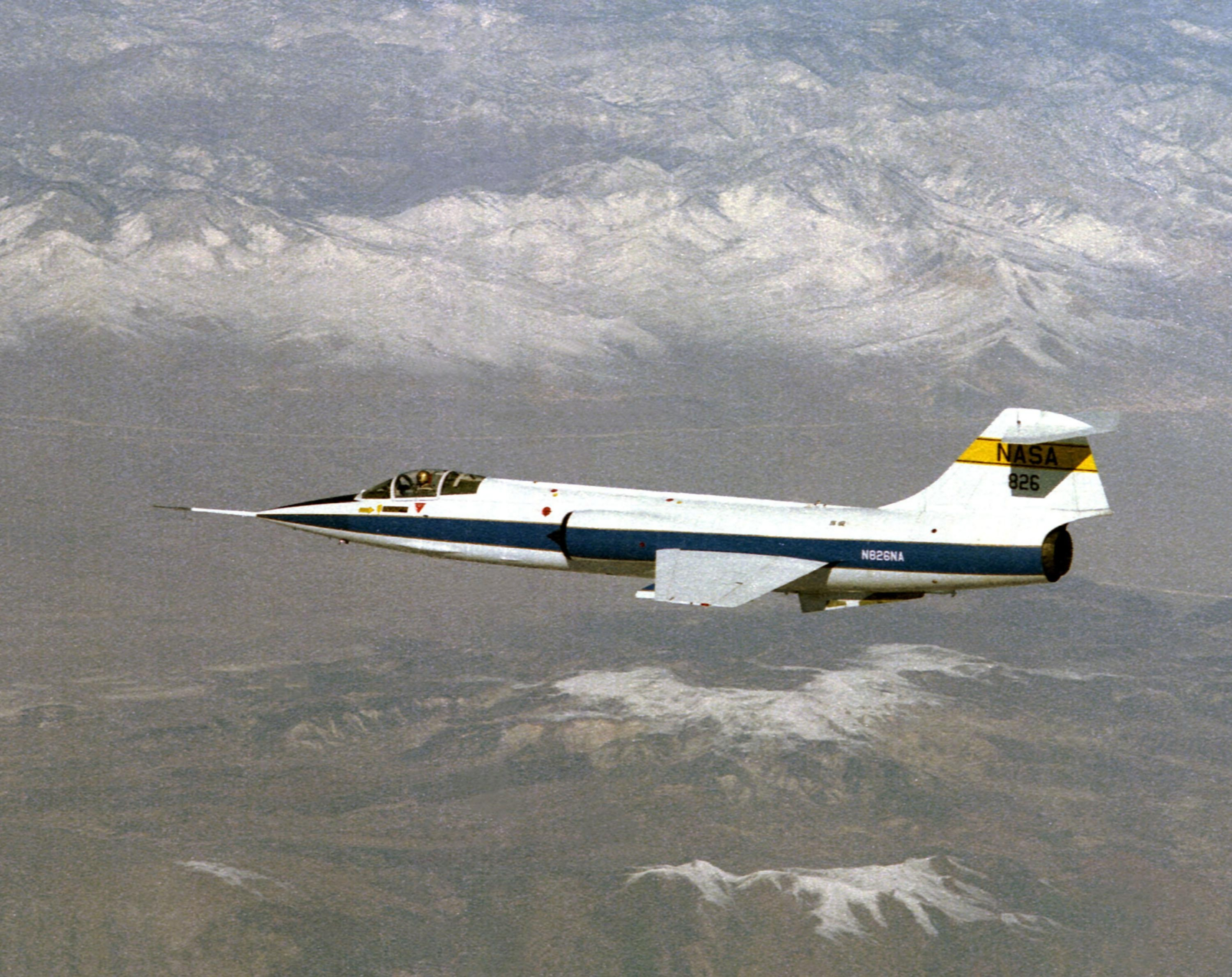
L'F-104 Starfighter

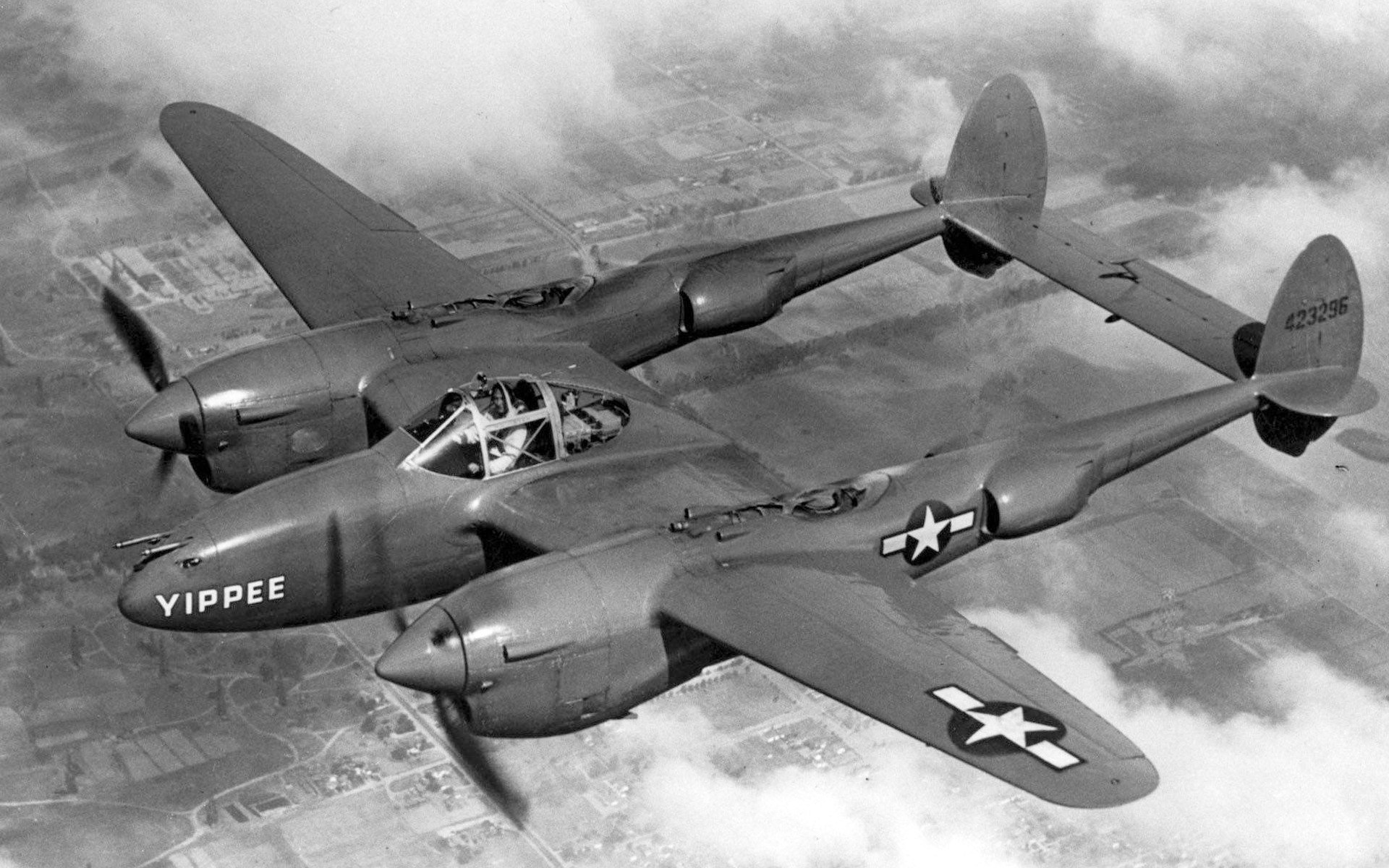
Il P-38 Lightning

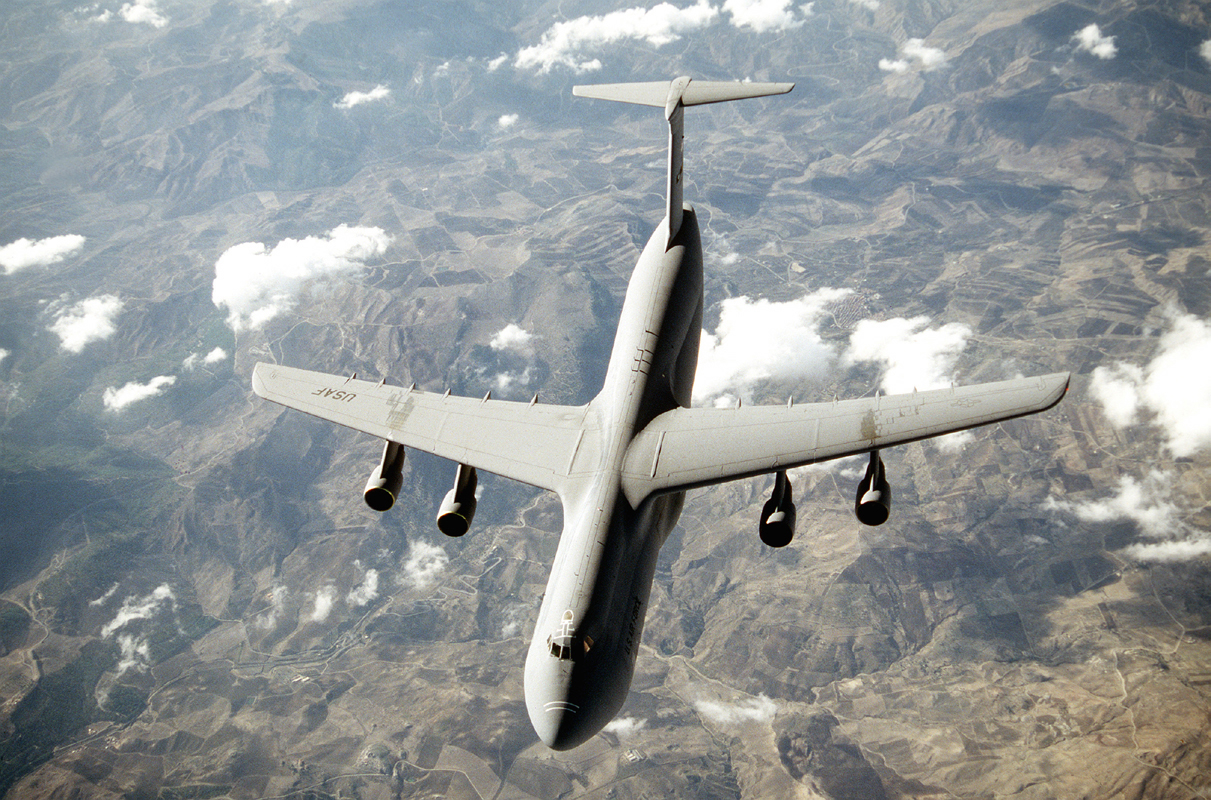
Il C-5 Galaxy

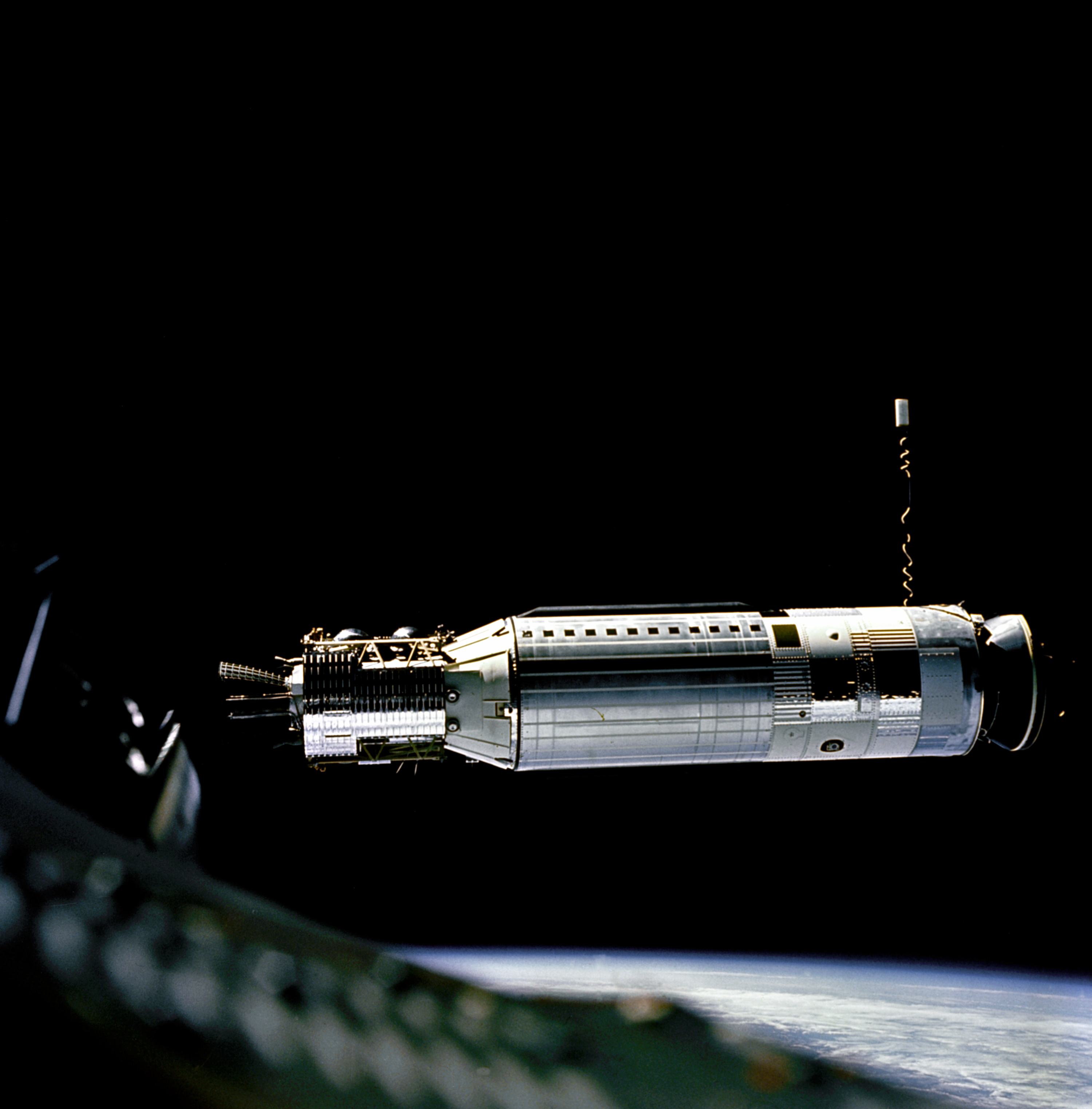
l'Agena

In seguito c'è una lista non completa dei prodotti realizzati dalla Lockheed.

### Aerei di linea e trasporti civili
- Lockheed Vega
- Lockheed L-9 Orion
- Lockheed L-10 Electra
- Lockheed Model 12 Electra Junior
- Lockheed Model 14 Super Electra
- Lockheed Lodestar
- Lockheed Constellation, ottenne un enorme successo
- Lockheed Super Constellation, versione allungata e potenziata del Constellation
- Lockheed Saturn
- Lockheed L-188 Electra
- Lockheed JetStar, aerotaxi
- L-1011 TriStar, ultimo aereo di linea prodotto dalla Lockheed.

### Trasporti militari
- C-64/C-121 Constellation, versione per il trasporto militare del Constellation
- Lockheed R6V Constitution, grande aereo da trasporto
- C-130 Hercules,aereo da trasporto medio da cui sono state sviluppate molte versioni
- Lockheed C-141 Starlifter, aereo da trasporto a lungo raggio
- Lockheed C-5 Galaxy, aereo da trasporto pesante (uno dei più grandi del mondo)

### Aerei da caccia
- Lockheed P-38 Lightning, caccia bimotore
- Lockheed P-80 Shooting Star, il primo jet operativo dell'USAF
- Lockheed F-94 Starfire, caccia ognitempo
- Lockheed F-104 Starfighter, caccia intercettore, soprannominato in Italia lo "Spillone"
- Lockheed F-117 Nighthawk, bombardiere stealth
- F/A-22 Raptor, caccia stealth da superiorità aerea
- F35 Lightning II, caccia stealth multiruolo

### Ricognitori e pattugliatori
- Lockheed Hudson, pattugliatore/bombardiere marittimo
- Lockheed PV-1 Ventura e PV-2 Harpoon, pattugliatore/bombardiere marittimo
- Lockheed P-2 Neptune, pattugliatore marittimo
- Lockheed P-3 Orion, pattugliatore marittimo specializzato nella guerra ai sottomarini
- Lockheed U-2, ricognitore ad alta quota
- Lockheed A-12, ricognitore ad alta velocità
- Lockheed SR-71, ricognitore ad alta velocità
- Lockheed S-3 Viking, ricognitore/attacco marittimo

### Elicotteri
- Lockheed AH-56 Cheyenne, elicottero sperimentale da attacco

### Missili
- Polaris
- Poseidon
- Trident

### Tecnologia spaziale
- X-7
- X-17
- X-24C
- Corona
- RM-81 Agena
- Apollo Launch Escape System
- Telescopio spaziale Hubble